# تلمبه محمدعلی وزیری
تلمبه محمدعلی وزیری یک منطقهٔ مسکونی در ایران است که در دهستان وکیل‌آباد واقع شده‌است. تلمبه محمدعلی وزیری ۲۱ نفر جمعیت دارد.